# Мирошниченко Артем Миколайович
Артем Миколайович Мирошниченко (9 травня 1983, Артемівськ, Донецька область, УРСР, СРСР — 5 грудня 2019, Бахмут, Донецька область, Україна) — український громадський діяч, волонтер та активіст ГО «Бахмут Український».

## Життєпис
Артем Мирошниченко народився 9 травня 1983 року в Артемівську (нині Бахмут), де й закінчив школу № 8. Після закінчення школи вступив у Великоанадольський лісовий технікум, що у смт Графське, де здобув спеціальність лісовода у 2003 році.
У 2014—2015 роках Артем Мирошниченко плів сітки для військових, чистив картоплю для годування поранених у Першому добровольчому мобільному шпиталі імені Миколи Пирогова. Допомагав армії, чергував у шпиталях, брав активну участь в патріотичних акціях та житті місцевої громади, був активістом ГО «Бахмут Український». З початком російської агресії Артем Мирошниченко принципово розмовляв винятково українською мовою.

## Напад
29 листопада 2019 року близько 21 години по вулиці Горького на Артема Мирошниченка скоїли напад двох підлітків на підпитку, поліція встановила особи нападників, це 16-річний Микола Барабаш, студент місцевого педучилища, який займається мішаними бойовими мистецтвами, та 17-річний Олександр Баришок, колишній студент аграрного ліцею, який вже має судимість за грабіж. Артема Мирошниченка о 23 годині знайшли неподалік його будинку з переломом основи черепа. Бахмутські активісти стверджують, що є свідок, який чув, що невдоволення нападників викликало те, що Артем Мірошниченко відповідав їм українською, і вони запитали: «А ти можеш нормальною мовою розмовляти?» рос. «А ты можешь на нормальном языке говорить?». Тепер свідок відмовляється від своїх свідчень, бо боїться за своє життя. Сергій, рідний брат Артема Мирошниченка, переконаний, що трагедія сталася не випадково, а через проукраїнську позицію та громадську діяльність його брата.
Обох нападників було затримано. 2 грудня 2019 року на закритому засіданні Артемівського міськрайонного суду Донецької області (з залу вивели навіть родичів Артема Мирошниченка, мотивувавши тим, що прокуратура не надала документів про їхні родинні стосунки з потерпілим) Микола Барабаш заявив, що не розуміє української мови, та вимагав перекладача з української. Адвокат обвинувачуваного Олена Коломієць також спілкувалася російською, а на зауваження активістів, що в суді усі повинні користуватися державною мовою, вона різко відповіла: «в нашому регіоні всі розмовляють російською!» рос. «в нашом регионе все говорят на русском!». Підозрюваного Миколу Барабаша суддя Олександр Любчик відпустив під домашній арешт. 7 грудня 2019 року рішення Артемівського міськрайонного суду Олександра Баришка затримано на 2 місяці в СІЗО без права внесення застави. 9 грудня 2019 року о 15:00 мало відбутися судове засідання щодо зміни запобіжного заходу для Миколи Барабаша. Проте о пів на третю надійшло повідомлення, що суд заміновано.

## Смерть
Артема Мирошниченка шпиталізували в міську лікарню, а вночі на спецавтомобілі відвезли в Лиман, де нині розташована обласна травматологія. Він знаходився у комі два тижні, переніс складні операції, але помер у лікарні Бахмута 5 грудня 2019 року, не приходячи до тями.
8 грудня 2019 року відбулось прощання мешканців Бахмута з Артемом Мирошниченком на Забахмутці, у дворі будинку де він мешкав. Артема Мирошниченка поховано в смт Ямпіль. Залишились батьки, брат.